# Notz Metall
Die Notz Metall AG mit Sitz in Brügg ist ein Schweizer Metall- und Stahlproduzent. Das in der dritten Generation geführte Familienunternehmen beschäftigt 270 Mitarbeiter.

## Tätigkeitsgebiet
Das Kerngeschäft von Notz Metall bildet der Handel mit Qualitäts- und Edelstahl, Nichteisenmetalle und Sonderwerkstoffe, deren Halbfabrikate sowie die Weiterverarbeitung und die Anarbeitung. Die Produkte dienen als Vormaterialien in verschiedenen Industriesegmenten.

## Geschichte
Das Unternehmen wurde 1898 durch Albert Notz gegründet und spezialisierte sich zunächst auf die Stahlverarbeitung für die Uhrenindustrie. Nebst den Uhrmachern kamen später als Abnehmer die mechanische Industrie, die Maschinen-, Werkzeug- und Elektroindustrie, Auto- und Velofabriken, die Eisenbahn, Schifffahrtsunternehmen und weitere aufstrebende Industriezweige hinzu. 1993 übernahm Notz die im Handel mit Buntmetallen und Automatenstahl tätige MAG Metall AG.